# Philippe Jeammet
Philippe Jeammet är en fransk barn- och ungdomspsykiater och psykoanalytiker. Han är professor emeritus i psykiatri.

## Biografi
Jeammet blev år 1969 chef för psykiatrikliniken vid Hôpital de la Cité Universitaire. Sedermera utnämndes han till professor i barn- och ungdomspsykiatri vid Université Pierre-et-Marie-Curie. Jeammet är medlem av Société psychanalytique de Paris; därtill ingår han i redaktionen för tidskriften Revue Adolescence. Jeammet har bland annat skrivit böcker om anorexi och bulimi.